# Amory Hansen
Amory Ide Agnes Hansen, nascuda Scheel (Copenhaguen, 24 de febrer de 1887 - Copenhaguen, 6 d'octubre de 1961) va ser una tennista danesa que va competir a començaments del segle xx.
El 1920 va prendre part en els Jocs Olímpics d'Anvers on va disputar tres proves del programa de tennis. En els dobles mixtos va ser quarta, fent parella amb Erik Tegner, en els dobles femenins va ser cinquena, fent parella amb Marthe Dupont i en els individuals femenins quedà eliminada en segona ronda.